# Ernst Thälmann – Führer seiner Klasse
Ernst Thälmann – Führer seiner Klasse ist eine deutsche Filmbiografie der DDR-Filmproduktionsgesellschaft DEFA Potsdam-Babelsberg, der 1955 unter der Regie von Kurt Maetzig entstand. Im Jahr 1954 erschien der erste Teil Ernst Thälmann – Sohn seiner Klasse.

## Handlung
Die Weltwirtschaftskrise erschüttert 1931 Deutschland und führt durch die Regierung Brüning bei den Arbeitern zu massiven Lohnkürzungen. Ernst Thälmann organisiert Streiks der Mansfelder und Ruhr-Bergarbeiter, wobei es ihm gelingt, sozialdemokratische, kommunistische und christliche Arbeiter zu einer Aktionseinheit zusammenzuschließen. Dennoch unterliegt er aufgrund der Machenschaften der SPD bei der Reichspräsidentenwahl 1932.
Auch nach der Machtergreifung Hitlers im Januar 1933 setzt er seinen Kampf für die Rechte der Arbeiterklasse und gegen den Faschismus fort. Bald wird er verhaftet und später in ein Konzentrationslager überführt. Nachdem er die 11 Jahre Haft heldenhaft ertragen hat, wird er 1944 ermordet.
In einer parallelen Handlung wird die schon im ersten Teil des Films angedeutete Ehegeschichte zweier junger Kommunisten geschildert. Zur tragenden Gestalt des zweiten Teils wird Ännes Mann Fiete Jansen, der bereits im ersten Teil als Freund und Kämpfer an Thälmanns Seite stand. Er kann in die Sowjetunion emigrieren, kämpft im Spanischen Bürgerkrieg für die Sache des Volkes und später in den Reihen der Roten Armee, wo er für eine schnelle Beendigung des faschistischen Krieges eintritt. Seine Frau kommt nach Verhaftung wegen illegaler Arbeit im Zuchthaus bei einem Luftangriff ums Leben.

## Historische Fehler bzw. Auslassungen
Wie in vielen propagandistischen Filmen finden sich auch in Ernst Thälmann – Führer seiner Klasse Verfälschungen historischer Tatsachen.
- Es wird der Eindruck erweckt, der Stahlhelm und die SPD hätten bei der Reichspräsidentenwahl 1932 beide Paul von Hindenburg unterstützt. In Wahrheit hatte der Stahlhelm mit Theodor Duesterberg seinen eigenen Kandidaten aufgestellt. Im zweiten Wahlgang hatte sich der Stahlhelm für neutral erklärt.
- Die von der KPD bis 1935 vertretene Sozialfaschismusthese bleibt unerwähnt. Stattdessen wird der Eindruck erweckt, die KPD sei immer für eine Einheitsfront mit den Sozialdemokraten gewesen.
- Der BVG-Streik 1932 wird zwar erwähnt, nicht jedoch die damit verbundene Kooperation der Kommunisten mit den Nationalsozialisten.
- Es wird der Eindruck erweckt, die SPD-Führung sei 1932/33 dafür gewesen, Hitler an die Macht zu lassen.
- Die Verhaftung Thälmanns erfolgte erst am 3. März 1933 und nicht, wie dargestellt, am Abend des Reichstagsbrands.
- Die Ablehnung des Ermächtigungsgesetzes durch die SPD bleibt unerwähnt.

## Hintergrund
Das Werk kann als einer der wichtigsten Propagandafilme der DDR gewertet werden. Wie schon Ernst Thälmann – Sohn seiner Klasse entstand das Werk unter starker Beeinflussung durch die SED-Parteispitze. Walter Ulbricht griff erneut persönlich in das Drehbuch ein.
Der Film entstand im Studio Babelsberg mit Außenaufnahmen aus Berlin, Leipzig und Halle als erster Spielfilm der Welt, der mit einem kombinierten Stereo-Lichttonverfahren realisiert und im eigens dafür umgerüsteten Berliner Kino Babylon mit dieser Stereo-Raumton-Technik uraufgeführt wurde. Diese filmtechnische Pionierleistung basierte auf den Entwicklungen der Ingenieure Fritz Hodann und Dr. Ulrich Dietrich im damaligen DEFA-Betriebslabor. Parallel erfolgte der Bau eines mehrkanaligen Magnetfilm-Gerätes MA 35 und bei AGFA-Filmfabrik Wolfen die Herstellung eines ersten 35 mm breiten perforierten Magnetfilmes Typ C-2. Um die für die Stereofonie jeweils in doppelter Ausführung nötige Röhren-Verstärker-Technik zu transportieren, wurde vom Anlagebau ein neuer spezieller 8-Tonnen-Tonwagen ("Nr.5") bereitgestellt. Die Firma Neumann in Gefell hatte mit finanzieller Unterstützung durch das Kulturministerium der DDR hierfür neue Kondensatormikrofone vom Typ M 14S entwickelt.
Am 11. November 1954 fiel die erste Stereo-Klappe auf dem DEFA-Filmgelände. Tonmeister Schmidt saß am Tonaufnahmepult und die Tonassistenten Ernst Beltz, Konrad Walle, Manfred Klahre und Rudi Schulzendorf hielten abwechselnd an langen Galgenstangen in bis zu 8 Meter Basisabstand das Stereo-Mikrofonpaar.
Der erzielte Stereo-Lichtton machte jedoch bei den Voraufführungen vor geladenem Fachpublikum und Vertretern des Kulturministeriums nicht den von den Technikern erhofften Eindruck. Das aufwändige Mehrkanal-Tonaufnahme- und Wiedergabeverfahren verschwand wieder in der Versenkung.
Die Filmbauten schufen Willy Schiller, Artur Schwarz, Franz F. Fürst und Alfred Hirschmeier. Die Produktionsleitung lag in den Händen von Adolf Fischer.

## Kritiken
- Reclams Lexikon des deutschen Films (1995): „Der zweiteilige Film wurde als 'Hohelied der Arbeitersolidarität’ konzipiert und zielte auf Pathos und Denkmalpflege. Aus der heroisierenden Darstellung Ernst Thälmanns, dem Günther Simon auch menschliche Züge verlieh, und seiner Kampfgefährten erwuchs ein agitierend-pathetisches Zeit-Bild.“
- Lexikon des internationalen Films: „Voller historischer Unrichtigkeiten und Verfälschungen, dazu auch inszenatorisch schematischer und hölzerner als der erste Teil. Der Film, eine Selbstbestätigung der SED, die sich als Vollstreckerin der hehren Ideale von Thälmann sah, ist bestenfalls als zeitdokumentarischer Beleg für die Prinzipien des sozialistischen Realismus interessant.“[3]
- Die Zeit: „Dem Hauptdarsteller Günter Simon gelingt es freilich genausowenig wie im ersten Teil des Filmes, aus dem Heldenidol Teddy – wie Thälmann populär genannt wird – einen Menschen aus Fleisch und Blut zu machen. Als wandelnder Lautsprecher des Agitators bewegt er sich statuarisch durch sämtliche Szenen, und aus seinem Munde kommen spruchbandartig nur kraft- und bedeutungsvolle Phrasen. Auch Wilhelm Pieck darf zweimal eine Rede halten: 1932 nach den Wahlen und 1944 über den Grabenlautsprecher der sowjetischen Linien. Walter Ulbricht (dargestellt durch einen Schauspieler, der im ersten Teil ausgerechnet die Rolle Paul Löbes spielte), spricht, wie es sonst gar nicht seine Art ist, in gewähltem Hochdeutsch nur einige wenige Sätze, erscheint dafür aber, entgegen aller historischen Wahrheit, als Initiator eines mißglückten Versuchs zur Befreiung Thälmanns aus dem Gefängnis. In Wirklichkeit hielt er sich damals nicht, wie es der Film zeigt, in Berlin auf, sondern als Chef der KPD-Auslandsleitung in Paris. Von dort ließ er die von anderer Seite vorbereitete Aktion vorzeitig abblasen, da ihm Thälmann als Märtyrer im Kerker für die Partei nützlicher schien und er in ihm auch ein unbequemes Hindernis auf seinem eigenen weg zur Macht loswerden wollte …“

## Auszeichnungen
- Internationales Filmfestival Karlovy Vary 1956: Preis an Günther Simon (bester männlicher Schauspieler).

## Stimmen zum Film
„Die führende Idee dieser Filme (Ernst Thälmann I und II) war für mich, dass dieser Arbeiterführer Ernst Thälmann gesagt hatte: ‚Wer Hindenburg wählt, wählt Hitler, und wer Hitler wählt, wählt den Krieg.‘ Allein diese klare Aussage rechtfertigte den Film, der aber in vielen Einzelheiten von der stalinistischen Geschichtsauffassung geprägt ist. […] Der Film versucht, Thälmann auf einen Sockel zu stellen. Und das halte ich für falsch, hielt ich übrigens damals schon. […] Ich habe den Film gemacht, und der erste Teil ist meiner Meinung nach in Grenzen ansehbar und hat auch künstlerische Qualitäten, während der zweite Teil mehr und mehr abfällt wegen der Überfülle des Stoffes und der Idealisierung der Gestalt. In vielen Punkten ist er mir einfach peinlich.“